# Falciot frontblanc
El Falciot frontblanc (Cypseloides storeri) és una espècie d'ocell de la família dels apòdids (Apodidae) que habita sobre boscos i zones obertes de les muntanyes de l'oest de Mèxic, a Michoacán, Jalisco i Guerrero.

## Hàbitat
Els registres d'aquesta espècie han estat ocasionals, i no existeixen més dades sobre l'extensió del seu hàbitat, encara que se sap que s'estén entre els 1.500 m i els 2.500 m entre el bosc montà tropical o subtropical i la transició del caducifoli/sec tropical, en zones amb nombroses cascades i barrancs de l'oest de Mèxic. Aquest és el motiu pel qual el seu estat de conservació es classifica com de dades insuficients.

## Morfologia
La longitud del bec és 4,8 mm, les ales 135 mm, la cua 42,6 mm i 17,3 mm el cap. El pes corporal és de 39,5 grams. El plomatge principalment és de color sèpia, encara que més clar en la part inferior del cos i més fosc en el plec de les ales. Les plomes del front, els costats del cap, la barbeta i la gola tenen acabat blanc. Cames i peus negrós.

## Població
S'ha estimat la seva població en menys de 50.000 individus.